# The Crown (serie de televisión)
The Crown es una serie de televisión estadounidense/británica para emisión en streaming de drama histórico acerca del reinado de la reina Isabel II, creada y escrita principalmente por Peter Morgan, y producida por Left Bank Pictures y Sony Pictures Television para Netflix. Morgan la desarrolló a partir de su película de drama The Queen (2006) y especialmente de su obra de teatro The Audience (2013).
La primera temporada cubre el período desde el matrimonio de Isabel con Felipe, duque de Edimburgo, en 1947, hasta la desintegración del compromiso de su hermana, la princesa Margarita, con el capitán Peter Townsend en 1955. La segunda temporada abarca el período comprendido entre la crisis de Suez en 1956 y la jubilación del primer ministro Harold Macmillan en 1963 y el nacimiento del príncipe Eduardo en 1964. La tercera temporada abarca el período entre 1964 y 1977, incluyendo los dos períodos de Harold Wilson como primer ministro, e introduce a Camilla Shand. La cuarta temporada abarca de 1979 a 1990 e incluye el mandato de Margaret Thatcher como primera ministra y el matrimonio de Diana Spencer con el príncipe Carlos de Gales. La quinta temporada cubre el período entre 1991 y 1997, incluye los eventos ocurridos desde poco después del acenso de John Major como primer ministro hasta el nombramiento de Tony Blair, abarca algunas de las mayores crisis que vivió la monarca durante su reinado, como por ejemplo el annus horribilis y el divorcio entre el príncipe y la princesa de Gales.
Finalmente, la sexta temporada, que cerró la serie, fue la primera y última en dividirse en dos partes, la primera retrataba los eventos post divorció de la princesa Diana, el inicio de su relación con Dodi Al-Fayed, su posterior fallecimiento en París en 1997 y la inserción de Guillermo de Gales en la vida pública como universitario, la segunda mitad retrata desde 1997 cuando Guillermo conoce a Catalina Middleton en sus estudios, los fallecimientos de la princesa Margarita y la Reina Madre junto con el jubileo de oro, todo acontecido en el año 2002, y su intención de autorizar el matrimonio entre el príncipe de Gales y Camila Parker Bowles, finalmente la serie termina con el matrimonio del príncipe Carlos con Camilla en 2005 y con una acomplejada reina considerando su permanencia en el trono, todo esto mientras se ve obligada a planear su propio funeral.
Cada dos temporadas se eligen nuevos actores. Claire Foy interpreta a la reina en las dos primeras temporadas, junto a Matt Smith como el príncipe Felipe y Vanessa Kirby como la princesa Margarita. Para la tercera y cuarta temporada, Olivia Colman asume el papel de la reina, Tobias Menzies como el príncipe Felipe y Helena Bonham Carter como la princesa Margarita. También se agregó al elenco en la tercera temporada a Josh O'Connor como el Príncipe Carlos. En la cuarta temporada, los nuevos miembros del elenco incluyen a Emma Corrin como Diana Spencer y Gillian Anderson como Margaret Thatcher. Imelda Staunton, Jonathan Pryce y Lesley Manville sucedieron a Colman, Menzies y Bonham Carter, respectivamente, durante las dos últimas temporadas, mientras que Elizabeth Debicki y Dominic West asumieron el papel de Diana Spencer y el príncipe Carlos respectivamente. El rodaje se lleva a cabo en Elstree Studios en Borehamwood (Hertfordshire), con localizaciones de filmación en todo el Reino Unido y a nivel internacional. La primera temporada fue estrenada por Netflix el 4 de noviembre de 2016, la segunda el 8 de diciembre de 2017, la tercera el 17 de noviembre de 2019, la cuarta el 15 de noviembre de 2020 y la quinta el 9 de noviembre de 2022. A partir de 2020, se ha informado que el presupuesto de producción estimado de The Crown es de $260 millones, lo que la convierte en una de las series de televisión más caras de la historia.
The Crown ha sido elogiada por su actuación, dirección, escritura, cinematografía, calidad de producción y un relato histórico relativamente exacto del reinado de la reina Isabel, aunque algunas respuestas han sido más críticas con sus desviaciones de la historia documentada. Recibió elogios en los Premios del Sindicato de Actores de 2017, ganó el premio a la Mejor actriz por Foy en el papel principal y el premio al Mejor actor por John Lithgow como Winston Churchill, y se ha asegurado en los Premios Primetime Emmy un total de 39 nominaciones en sus tres primeras temporadas, incluyendo tres a la mejor serie dramática. La serie fue nominada a la Mejor serie dramática en los Premios Globo de Oro de 2019.

## Argumento
The Crown retrata la vida de la reina Isabel II desde su boda en 1947 con Felipe, duque de Edimburgo, hasta principios del siglo XXI. Claire Foy interpreta a Isabel en la primera y segunda temporada, Olivia Colman en la tercera y cuarta, e Imelda Staunton en la quinta y sexta temporada.
La primera temporada muestra los acontecimientos hasta 1955, con Winston Churchill dimitiendo como primer ministro y la hermana de la reina, la princesa Margarita, decidiendo no casarse con Peter Townsend. La segunda temporada abarca la crisis de Suez en 1956, que llevó a la jubilación del primer ministro Anthony Eden; la del primer ministro Harold Macmillan en 1963, tras el escándalo del caso Profumo; y el nacimiento del príncipe Eduardo en 1964. La tercera temporada abarca de 1964 a 1977, comenzando con la elección de Harold Wilson como primer ministro y terminando con el jubileo de plata de la reina, también abarcando el tiempo de Edward Heath como primer ministro. La tercera temporada también introduce a Camilla Shand. La cuarta temporada se sitúa durante el período de Margaret Thatcher como primera ministra y presenta el matrimonio de Carlos de Gales con Diana Spencer, junto con los nacimientos de los príncipes Guillermo y Enrique. Los eventos representados incluyen la boda del príncipe Carlos y Lady Diana Spencer, su gira de 1983 por Australia y Nueva Zelanda, la guerra de las Malvinas, la infiltración de Michael Fagan en el palacio de Buckingham, el funeral del lord Mountbatten, la aparición de la princesa de Gales en los Premios Barnardo's Champion Children, y la salida de la Sra. Thatcher de su cargo. La temporada acaba con Diana dándose cuenta de que su matrimonio ya no tiene futuro. La quinta temporada abarca la época de John Major como primer ministro, la separación de los hijos de la Reina Isabel II: La Princesa Ana y Mark Phillips, el Príncipe Andrés y Sarah Ferguson, y el Príncipe Carlos y la Princesa Diana incluyendo su posterior divorcio; además del Incendio del castillo de Windsor, la relación entre el Príncipe Felipe y Lady Penny Brabourne, la publicación del libro "Diana: Su verdadera Historia" de Andrew Morton con la colaboración de la Princesa de Gales, el sepelio de la Familia Romanov, la entrevista a Diana de Gales por la BBC en 1995, la Transferencia de soberanía de Hong Kong y la entrada de Tony Blair como primer ministro. La temporada acaba con el viaje de la Princesa Diana a Francia como invitada de Mohamed Al-Fayed y la despedida de la reina Isabel II al Yate Real Britannia al dejarlo fuera de servicio en junio de 1997. La sexta temporada abarca la muerte de la Princesa Diana y Dodi Al-Fayed (hijo de Mohamed Al-Fayed) en un accidente automovilístico y las repercusiones de su fallecimiento, el período de Tony Blair como Primero Ministro, la muerte de la Reina Madre y la Princesa Margarita y el jubileo de Oro de Isabel II por sus cincuenta años en el trono en 2002. La temporada final también presenta a Kate Middleton y su relación con el Príncipe Guillermo en 2001, y abarca el matrimonio de Carlos con Camilla en 2005.

## Reparto

### Personajes principales
- Claire Foy (temporadas 1-2, invitada en las temporadas 4-6), Olivia Colman (temporadas 3-4, invitada en la temporada 6) e Imelda Staunton (temporada 5-6) como la reina Isabel II.[9]
- Matt Smith (temporadas 1-2), Tobias Menzies (temporadas 3-4) y Jonathan Pryce (temporada 5-6) como el príncipe Felipe, duque de Edimburgo.[9]
- Vanessa Kirby (temporadas 1-2), Helena Bonham Carter (temporadas 3-4) y Lesley Manville (temporada 5-6) como la princesa Margarita, condesa de Snowdon.[9]
- Eileen Atkins (temporada 1) y Candida Benson (temporada 5) como la reina María.[30]
- Jeremy Northam como Anthony Eden (temporadas 1-2).[31]
- Victoria Hamilton (temporadas 1-2), Marion Bailey (temporadas 3-4) y Marcia Warren (temporadas 5-6) como la reina Isabel, la Reina Madre.[9]
- Ben Miles (temporadas 1-2) y Timothy Dalton (temporada 5) como el capitán Peter Townsend.[32]
- Greg Wise (temporadas 1-2) y Charles Dance (temporadas 3-4) como Luis, conde Mountbatten de Birmania.
- Jared Harris como el rey Jorge VI (temporadas 1-2).[9]
- John Lithgow como Winston Churchill (temporadas 1-3).[9]
- Alex Jennings (temporadas 1–2) y Derek Jacobi (temporada 3) como el príncipe Eduardo, duque de Windsor.[33]
- Lia Williams (temporadas 1-2) y Geraldine Chaplin (temporada 3) como Wallis, duquesa de Windsor.[33]
- Anton Lesser como el primer ministro Harold Macmillan (temporada 2).[34]
- Matthew Goode (temporada 2) y Ben Daniels (temporada 3) como Antony Armstrong-Jones, conde de Snowdon.[16]
- Jason Watkins como el primer ministro Harold Wilson (temporada 3).[35]
- Erin Doherty (temporada 3-4) y Claudia Harrison (temporadas 5-6) como Ana, princesa real.
- Josh O'Connor (temporadas 3-4) y Dominic West (temporadas 5-6) como Carlos, príncipe de Gales.
- Michael Maloney como el primer ministro Edward Heath (temporada 3).
- Emerald Fennell (temporadas 3-4) y Olivia Williams (temporadas 5-6) como Camila Shand, luego Camilla Parker Bowles.
- Andrew Buchan como Andrew Parker Bowles (temporadas 3-4).
- Gillian Anderson como la primera ministra Margaret Thatcher (temporada 4).
- Emma Corrin (temporada 4) y Elizabeth Debicki (temporadas 5-6) como Diana, princesa de Gales.
- Khalid Abdalla como Dodi Al-Fayed, empresario egipcio y última pareja de Diana de Gales (temporadas 5-6).
- Salim Dau como Mohamed Al-Fayed, padre de Dodi, empresario egipcio propietario del Hôtel Ritz y los grandes almacenes Harrods (temporada 5-6).
- Jonny Lee Miller como el primer ministro John Major (temporada 5).
- Ed McVey (temporada 6) como el príncipe Guillermo de Gales, en su etapa de niñez, adolescencia y de adultez.[36]
- Luther Ford (temporada 6) como el príncipe Enrique de Gales.
- Meg Bellamy (temporada 6) como Kate Middleton.

### Otros personajes destacados
Los siguientes actores son acreditados en los títulos de apertura de episodios individuales en los que desempeñan un papel importante.
- Pip Torrens como el secretario privado del rey Jorge VI y de la reina Isabel II del Reino Unido, Tommy Lascelles.
- Will Keen como el secretario privado de la reina Isabel II, Michael Adeane.
- Harry Hadden-Paton como el secretario privado de la reina Isabel II, Martin Charteris.
- Jane Lapotaire como la princesa Alicia de Battenberg, madre del príncipe Felipe, duque de Edimburgo (temporada 3).
- Stephen Dillane como Graham Sutherland, un notable artista que pinta un retrato del anciano Churchill (temporada 1).
- John Heffernan como lord Altrincham, autor de una crítica mordaz a la reina (temporada 2).
- Gemma Whelan como Patricia Campbell, secretaria que trabaja con lord Altrincham y escribe su editorial (temporada 2).
- Paul Sparks como Billy Graham, prominente predicador estadounidense al que Isabel consulta (temporada 2).[33]
- Michael C. Hall como John F. Kennedy, trigésimo quinto presidente de los Estados Unidos que visita a la reina (temporada 2).
- Jodi Balfour como Jacqueline Kennedy, primera dama de los Estados Unidos (temporada 2).
- Burghart Klaußner como el Dr. Kurt Hahn, fundador de Gordonstoun, donde Felipe y Carlos fueron a la escuela (temporada 2).
- Finn Elliot como el príncipe Felipe en edad escolar (temporada 2, invitado en la temporada 3).[33]
- Julian Baring como el príncipe Carlos en edad escolar (temporada 2).[33]
- Clancy Brown como Lyndon B. Johnson, trigésimo sexto presidente de los Estados Unidos (temporada 3).
- Mark Lewis Jones como Edward Millward, tutor de idioma galés del príncipe Carlos (temporada 3).
- Tim McMullan como Robin Woods, decano de Windsor de 1962 a 1970 (temporada 3).
- Harry Treadaway como Roddy Llewellyn, novio de la princesa Margarita (temporada 3).
- Stephen Boxer como Denis Thatcher (temporada 4).
- Tom Brooke como Michael Fagan, un hombre que irrumpe en la habitación de la reina en 1982 (temporada 4).
- Richard Roxburgh como Bob Hawke, vigésimo tercer primer ministro de Australia (temporada 4).
- Tom Burke como Derek «Dazzle» Jennings, funcionario y amigo de la princesa Margarita (temporada 4).
- Nicholas Farrell como Michael Shea, secretario de prensa de la reina de 1978 a 1987 (temporada 4).
- Natascha McElhone, como Lady Penny Brabourne, amiga de Felipe de Edimburgo.
- Andrew Havill como Robert Fellowes, secretario privado de la Isabel II.
- Prasanna Puwanarajah, como Martín Bashir, periodista de la BBC que concede la entrevista a Diana de Gales.
- Humayun Saeed, como el Dr. Hasnat Khan, médico cirujano expareja de Diana de Gales.
- Daniel Ings, como el secretario privado del príncipe Felipe de Edimburgo, Michael Parker.
- Chloe Pirrie, como Eileen Parker, esposa del coronel Michael Parker.

## Episodios
| Temporada | Temporada | Episodios | Episodios               | Lanzamiento original    | Lanzamiento original    |
| --------- | --------- | --------- | ----------------------- | ----------------------- | ----------------------- |
|           | 1         | 10        | 10                      | 4 de noviembre de 2016  | 4 de noviembre de 2016  |
|           | 2         | 10        | 10                      | 8 de diciembre de 2017  | 8 de diciembre de 2017  |
|           | 3         | 10        | 10                      | 17 de noviembre de 2019 | 17 de noviembre de 2019 |
|           | 4         | 10        | 10                      | 15 de noviembre de 2020 | 15 de noviembre de 2020 |
|           | 5         | 10        | 10                      | 9 de noviembre de 2022  | 9 de noviembre de 2022  |
|           | 6         | 10        | 4                       | 16 de noviembre de 2023 | 16 de noviembre de 2023 |
| 6         | 6         | 10        | 14 de diciembre de 2023 | 14 de diciembre de 2023 |                         |

## Producción

### Desarrollo
En noviembre de 2014, se anunció que Netflix iba a adaptar la obra teatral The Audience de 2013 en una serie de televisión. Peter Morgan, que escribió la película de 2006 The Queen y la obra de teatro, es el principal guionista de The Crown. Los directores de la serie de televisión que también participaron en la producción escénica son Stephen Daldry, Philip Martin, Sara Escobar, Julian Jarrold y Benjamin Caron. La primera temporada de diez episodios fue el drama más caro producido por Netflix y Left Bank Pictures hasta la fecha, con un costo de al menos 100 millones de libras esterlinas. Se encargó una segunda temporada, con la intención de que la serie abarcara sesenta episodios en seis temporadas. Para octubre de 2017, la «producción temprana» había comenzado en unas anticipadas tercera y cuarta temporada, y para el siguiente enero, Netflix confirmó que la serie había sido renovada para una tercera y cuarta temporada.
En enero de 2020, Morgan anunció que la serie había sido renovada por una quinta y última temporada. Hablando de terminar la serie con cinco temporadas, después de que se pretendía que durara seis, Morgan dijo mientras elaboraba las historias para la quinta temporada, «me ha quedado claro que este es el momento y el lugar perfecto para parar»; Netflix y Sony apoyaron la decisión de Morgan. Sin embargo, en julio de 2020, Netflix anunció que la serie recibiría una sexta temporada como se había previsto originalmente. Morgan dijo que cuando se discutieron los argumentos de la quinta temporada, «pronto quedó claro que para hacer justicia a la riqueza y complejidad de la historia debíamos volver al plan original y hacer seis temporadas». Añadió que las dos últimas temporadas les permitirían «cubrir el mismo período con mayor detalle».

### Casting
Para noviembre de 2014, Claire Foy había entrado en negociaciones para interpretar a la reina Isabel II. Para mayo de 2015, Vanessa Kirby había entrado en negociaciones para interpretar a la princesa Margarita. En junio de 2015, John Lithgow fue elegido como Winston Churchill, y Matt Smith como el príncipe Felipe; Foy fue confirmada como la reina Isabel II. Victoria Hamilton, Jared Harris y Eileen Atkins también protagonizaron la primera temporada.
Los productores de Left Bank señalaron que Smith recibió más dinero que Foy en las dos primeras temporadas, en parte debido a su fama de Doctor Who. Esto llevó a la discusión sobre la brecha salarial de género, incluyendo la creación de una petición pidiendo a Smith que donara la diferencia entre su salario y el de Foy al Fondo de Defensa Legal de Time's Up. Left Bank se disculpó más tarde con Foy y Smith por ponerlos «en el centro de una tormenta mediática... sin tener la culpa». Left Bank también aclaró que ellos «son responsables de los presupuestos y salarios; los actores no son conscientes de quién recibe qué, y no pueden ser considerados personalmente responsables de la paga de sus colegas». Añadieron que apoyan «el impulso de la igualdad de género en el cine y la televisión y estaban ansiosos por hablar con la campaña «British Time's Up» y [ya] hablaban con Era 50:50, un grupo que hace campaña por la igualdad de género en la pantalla y el escenario». Suzanne Mackie, directora creativa de Left Bank, señaló que en el futuro no se pagará más a ningún actor que a la actriz que interprete a la reina. En cuanto a la controversia, Foy «no estaba [sorprendida por el interés en la historia] en el sentido de que era un drama dirigido por mujeres. No me sorprende que la gente viera [la historia] y dijera: ‹Oh, eso es un poco extraño›. Pero sé que Matt siente lo mismo que yo, que es raro encontrarse en el centro [de una historia] que no pediste particularmente». Smith señaló que apoyaba a Foy y estaba «contento de que se resolviera y [los productores] lo enmendaran porque eso era lo que tenía que pasar». The Hollywood Reporter señaló que no estaba claro a qué se refería Smith como resuelto, ya que Netflix y Left Bank no habían hecho más comentarios. Foy describió más tarde los informes de que ella había recibido un pago atrasado para que su salario estuviera a la par, como «no del todo correcto».
Los productores reeligen los papeles continuos con actores mayores cada dos temporadas, a medida que avanza la cronología. En octubre de 2017, Olivia Colman fue elegida como la reina Isabel II para la tercera y cuarta temporada. En enero de 2018, Helena Bonham Carter y Paul Bettany estaban en negociaciones para interpretar a la princesa Margarita y al príncipe Felipe, respectivamente, para esas temporadas. Sin embargo, a finales de mes Bettany se vio obligado a abandonar debido al compromiso de tiempo requerido. A finales de marzo de 2018, Tobias Menzies fue elegido como el príncipe Felipe para la tercera y cuarta temporada. A principios de mayo de 2018, se confirmó que Bonham Carter 
había sido elegida, junto con Jason Watkins como el primer ministro Harold Wilson. Al mes siguiente, Ben Daniels fue elegido como Antony Armstrong-Jones para la tercera temporada, junto con Erin Doherty que se unió a la serie como la princesa Ana. Un mes más tarde, Josh O'Connor y Marion Bailey fueron elegidos como el príncipe Carlos y la reina Madre, respectivamente, para la tercera y cuarta temporada. En octubre de 2018, Emerald Fennell fue elegida como Camilla Shand. En diciembre de 2018, Charles Dance fue elegido como Luis Mountbatten. En abril de 2019, Emma Corrin fue elegida como Lady Diana Spencer para la cuarta temporada. Gillian Anderson, de la que se rumoreaba desde enero de 2019 que estaba en conversaciones para interpretar a Margaret Thatcher en la cuarta temporada, fue confirmada oficialmente para el papel en septiembre de 2019.
En enero de 2020, se anunció que Imelda Staunton sucedería a Colman como reina en la quinta temporada, y su participación en la última temporada se comunicó en julio. También en julio de 2020, se anunció que Lesley Manville interpretaría a la princesa Margarita, y al mes siguiente, Jonathan Pryce y Elizabeth Debicki habían sido elegidos como el príncipe Felipe y Diana, princesa de Gales, respectivamente. En octubre de 2020, Dominic West estaba en conversaciones para interpretar al príncipe Carlos. Su casting se confirmó en abril de 2021 cuando se anunció la fecha de inicio de la producción de la quinta temporada. En junio de 2021, Jonny Lee Miller fue elegido como John Major. Durante el mismo mes, Olivia Williams confirmó durante una entrevista que se había unido al elenco como Camilla Parker Bowles para la quinta y sexta temporada de la serie. En julio de 2021, Marcia Warren se unió al elenco durante el rodaje como la reina Madre. En agosto se eligió Claudia Harrison como la princesa Ana para la quinta y sexta temporada. Más tarde en el mismo mes, se confirmó a James Murray para interpretar al príncipe Andrés en las dos últimas temporadas de las serie; mientras Natascha McElhone fue elegida como Penélope Knatchbull. En algunas fotografías tomadas del set, se confirmó la participación de Flora Montgomery como Norma Major y Emma Laird Craig como Sarah, duquesa de York. En septiembre de 2021, se anunció que Khalid Abdalla interpretaría a Dodi Fayed y que Salim Daw interpretaría a Mohamed Al-Fayed. El 18 de noviembre de 2021 se anunció que Senan West, hijo de Dominic, fue elegido como el Príncipe Guillermo. Posteriormente en el mismo mes, Bertie Carvel y Prasanna Puwanarajah se unieron a la serie como Tony Blair y Martin Bashir, respectivamente. En enero de 2022, Humayun Saeed fue elegido como el Dr. Hasnat Khan.

### Rodaje

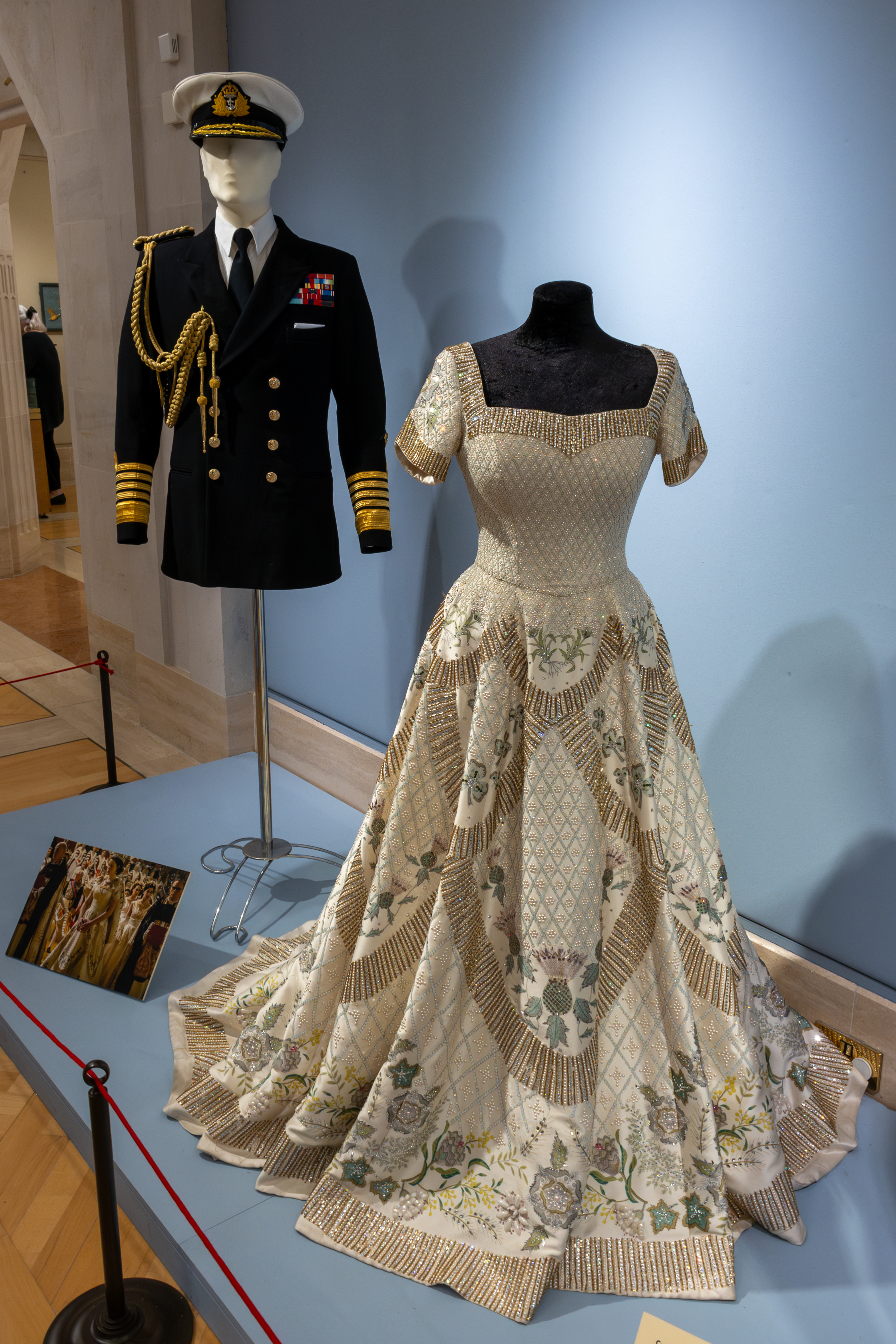
Réplica del vestido de la Coronación de Isabel II del Reino Unido y traje de boda del príncipe Felipe utilizado en la serie

Se estima que el 25% de la primera temporada se filmó en Elstree Studios en Borehamwood (Hertfordshire), y que el resto se filmó en exteriores, en total, en 152 días. Los decorados de las habitaciones privadas, el interior de un avión privado, la sala del gabinete y el exterior del 10 de Downing Street se construyeron en Elstree Studios, mientras que Lancaster House, Wrotham Park y Wilton House se utilizaron para hacer del palacio de Buckingham. La catedral de Ely y la catedral de Winchester sustituyeron a la abadía de Westminster. Para el rodaje de las escenas de la Familia Real en el extranjero, como en Kenia, se utilizaron safaris de Sudáfrica, mientras que las escenas de Australia y la isla privada de Mustique en las Granadinas fueron grabadas en el Desierto de Tabernas y en Algeciras (España), respectivamente. Otras ubicaciones en el Reino Unido incluían Waddesdon Manor, el palacio de Eltham, el Colegio Naval Real, Goldsmiths' Hall, Brighton City Airport, New Slains Castle, el Castillo de Balmoral, Cruden Bay, Lyceum Theatre, Loseley Park, Hatfield House, Chatham Dockyard, la catedral de Southwark, Ardverikie House, Englefield House, Wellington College, el Gran Ferrocarril Central (ferrocarril patrimonial) y Glenfeshie Estate.
El rodaje de la segunda temporada comenzó a principios de octubre de 2016. Cada episodio de las dos primeras temporadas se rodaría durante unos 22 días, y la producción de cada uno costaría unos 5 millones de libras esterlinas (7 millones de dólares de Estados Unidos). La tercera temporada comenzó a rodarse en julio de 2018 y concluyó en febrero de 2019. La cuarta temporada comenzó a rodarse en agosto de 2019 y concluyó en marzo de 2020. La quinta temporada está prevista que comience a rodarse en junio de 2021, y la sexta en 2022. La interrupción del año de rodaje entre el final de la cuarta temporada y el comienzo de la quinta se incorporó al calendario de producción de la serie y no estaba relacionada con la pandemia de COVID-19.
La recreación de la extirpación del pulmón canceroso del rey Jorge VI, realizada originalmente por Sir Clement Price Thomas, fue investigada y planificada por Pankaj Chandak, especialista en cirugía de trasplantes del Guy's Hospital de Londres. Chandak y su equipo quirúrgico se convirtieron entonces en parte de la escena real filmada para el programa. El modelo quirúrgico del rey Jorge VI fue donado al Gordon Museum of Pathology para su uso como ayuda en la enseñanza.

## Lanzamiento
Los dos primeros episodios de la serie se estrenaron en el Reino Unido el 1 de noviembre de 2016. La primera temporada se estrenó en todo el mundo el 4 de noviembre de 2016. La segunda temporada se estrenó el 8 de diciembre de 2017. La tercera se estrenó el 17 de noviembre de 2019. La cuarta se estrenó el 15 de noviembre de 2020. La quinta temporada se estrenó el 9 de noviembre en 2022. Y finalmente, la sexta y última temporada fue la única en dividirse en dos partes, la primera parte se estrenó el 16 de noviembre de 2023, mientras que la segunda parte tuvo su estreno el 14 de diciembre del mismo año, ambas a nivel mundial a través de Netflix.

## Recepción

### Respuesta crítica
| Temporada | Temporada | Rotten Tomatoes   | Metacritic      |
| --------- | --------- | ----------------- | --------------- |
|           | 1         | 88% (77 reseñas)  | 81 (29 reseñas) |
|           | 2         | 89% (85 reseñas)  | 87 (27 reseñas) |
|           | 3         | 90% (101 reseñas) | 84 (30 reseñas) |
|           | 4         | 96% (112 reseñas) | 86 (28 reseñas) |
|           | 5         | 71% (103 reseñas) | 65 (37 reseñas) |
|           | 6         | 54% (85 reseñas)  | 61 (29 reseñas) |

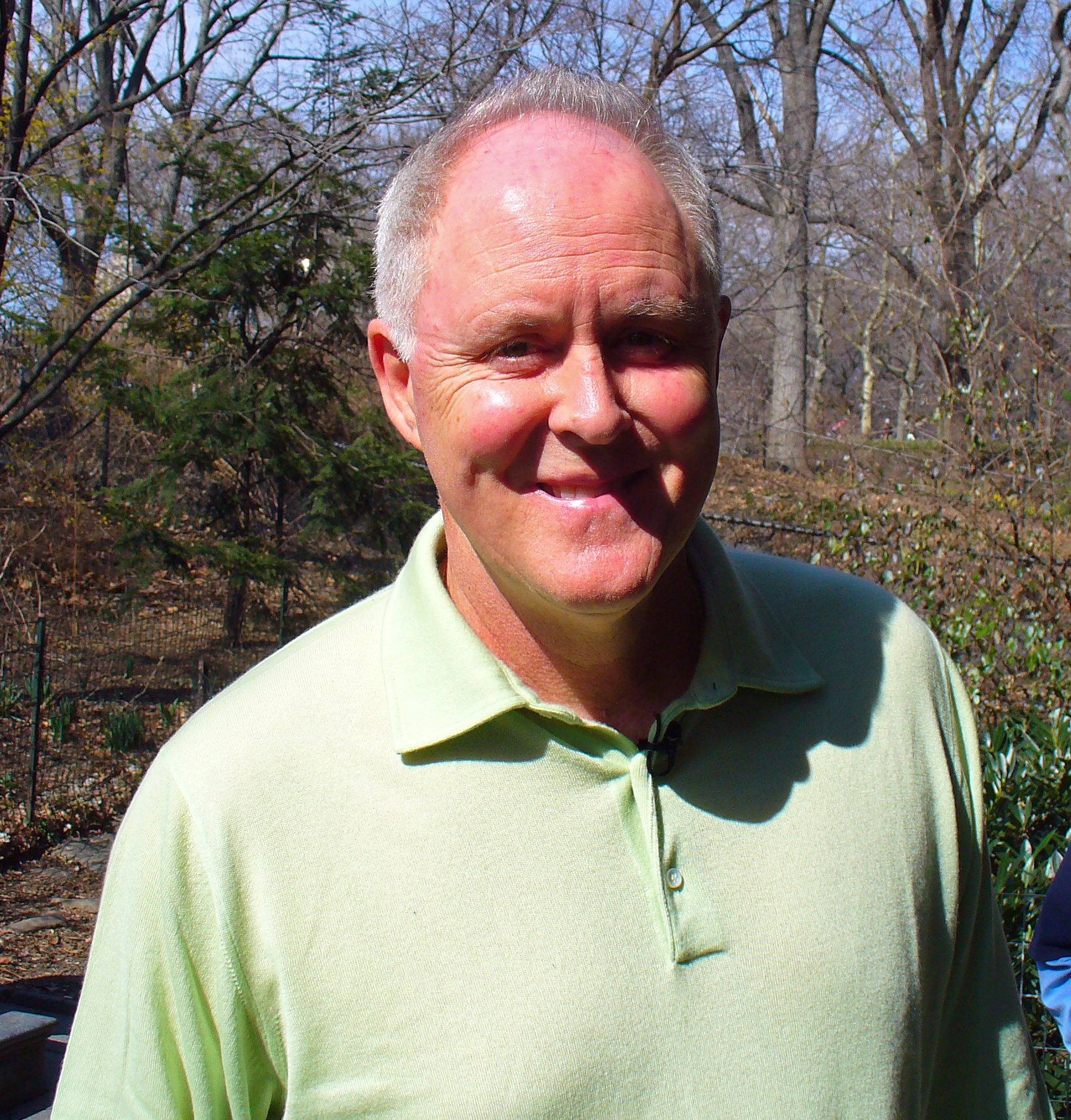
John Lithgow ganó múltiples premios por su interpretación de Winston Churchill.

The Crown fue elogiada por la prensa como un drama, y fue escrita por The Telegraph como «la mejor telenovela de la televisión» y le dio una calificación de 5/5, aunque algunos críticos, como en The Times, expresaron su preocupación por el hecho de que algunos de los episodios se basan en premisas falsas.
Para la primera temporada, el sitio web del agregador de reseñas Rotten Tomatoes informó de una aprobación del 88%, basándose en 72 reseñas con una calificación media de 8,55/10. Su consenso crítico dice: «Poderosas actuaciones y una cinematografía fastuosa hacen de The Crown una producción de primera categoría digna de su gran tema». En Metacritic tiene una puntuación de 81 sobre 100, basada en 29 reseñas, lo que indica «aclamación universal». Para la segunda temporada, Rotten Tomatoes informó un índice de aprobación del 89%, basándose en 83 reseñas con una calificación media de 8,35/10. El consenso crítico del sitio web dice: «The Crown continúa su reinado con una temporada de segundo año segura de sí misma que se permite un gran dramatismo y trajes suntuosos». En Metacritic tiene una puntuación de 87 sobre 100, basada en 27 reseñas, manteniendo la indicación de la primera temporada de «aclamación universal». Para la tercera temporada, Rotten Tomatoes informó un índice de aprobación del 90%, basándose en 100 reseñas con una calificación media de 8,54/10. Su consenso crítico dice: «Olivia Colman brilla, pero a medida que The Crown avanza en forma confiable y lujosa a través del tiempo encuentra espacio para los personajes a su alrededor, proporcionando una amplia oportunidad para que el atractivo elenco también brille». En Metacritic, la temporada tiene una puntuación de 84 sobre 100, basada en 30 reseñas, lo que indica «aclamación universal». Para la cuarta temporada, Rotten Tomatoes informó un índice de aprobación del 97%, basándose en 86 reseñas con una calificación media de 8,7/10. Su consenso crítico dice: «Las libertades históricas que The Crown se toma en su cuarta temporada son fácilmente perdonadas gracias al poder de sus actuaciones, en particular la imponente interpretación de Gillian Anderson de La Dama de Hierro y la encarnación de la joven princesa Diana por parte de Emma Corrin». En Metacritic, la temporada tiene un puntaje de 85 sobre 100 basado en 26 reseñas, lo que indica «aclamación universal».
Sin embargo, la serie también ha recibido el rechazo de críticos británicos y de la familia real. Los críticos británicos han criticado la cuarta temporada por ser «inexacta» y «antimonárquica». Simon Jenkins, al escribir en The Guardian, la describió como una «historia falsa», «realidad secuestrada como propaganda y un cobarde abuso de la licencia artística» que fabricó la historia para adaptarse a su propia narrativa preconcebida, y argumentó que «Morgan podría haber hecho su punto de vista con sinceridad». La biógrafa real Sally Bedell Smith criticó las inexactitudes y la representación negativa de la familia real, afirmando: «Como The Crown es una producción tan lujosa y costosa, tan bellamente actuada e inteligentemente escrita, y se ha prestado tanta atención a los detalles visuales de los acontecimientos históricos, se engaña a los espectadores para que crean que lo que están viendo sucedió realmente», y concluyó que «aunque las temporadas anteriores eran piezas de época, esta es una historia reciente, por lo que parece más cruel en sus representaciones falsas». Tras algunas reacciones negativas a la cuarta temporada, el secretario de cultura británico Oliver Dowden sugirió que la serie debería tener una advertencia de ficción al principio como descargo de responsabilidad. En una entrevista de 2021 en The Late Late Show with James Corden, el príncipe Harry declaró que se sentía cómodo con la representación de la familia real de The Crown, y señaló que, si bien como obra de ficción "no es estrictamente precisa", sí da un "idea aproximada" de las presiones de "poner el deber y el servicio por encima de la familia y todo lo demás". El príncipe también dijo que le gustaría ser interpretado por Damian Lewis, si alguna vez aparecía en la serie.

### Premios y nominaciones
| Año  | Premiación                                            | Categoría                                                                                   | Nominado(s) | Resultado | Ref.                            |
| ---- | ----------------------------------------------------- | ------------------------------------------------------------------------------------------- | --- | --------- | ------------------------------- |
| 2016 | Premios AFI                                           | Top 10 programas de televisión del año                                                      | The Crown | Ganadora  | [ 125 ]                         |
| 2016 | Premios de la Crítica Televisiva                      | Mejor serie de drama                                                                        | The Crown | Nominada  | [ 126 ]                         |
| 2016 | Premios de la Crítica Televisiva                      | Mejor actor de reparto en una serie de drama                                                | John Lithgow | Ganador   | [ 126 ]                         |
| 2016 | Premios de la Crítica Televisiva                      | Mejor intérprete invitado en una serie de drama                                             | Jared Harris | Nominado  | [ 126 ]                         |
| 2016 | Premios Hollywood Music in Media                      | Mejor título de apertura – Programa de televisión/Serie de streaming digital                | Hans Zimmer | Nominado  | [ 127 ]                         |
| 2017 | Editores de Cine de Estados Unidos                    | Mejor edición para televisión no comercial en una serie de una hora                         | Yan Miles (por «Assassins») | Nominado  | [ 128 ]                         |
| 2017 | Premios AFI                                           | Top 10 programas de televisión del año                                                      | The Crown | Ganadora  | [ 129 ]                         |
| 2017 | Premios Art Directors Guild                           | Serie de una hora monocámara de época o fantasía                                            | Martin Childs | Nominado  | [ 130 ]                         |
| 2017 | Premios BAFTA                                         | Mejor serie de drama                                                                        | The Crown | Nominada  | [ 131 ]                         |
| 2017 | Premios BAFTA                                         | Mejor actriz                                                                                | Claire Foy | Nominada  | [ 131 ]                         |
| 2017 | Premios BAFTA                                         | Mejor actor de reparto                                                                      | John Lithgow | Nominado  | [ 131 ]                         |
| 2017 | Premios BAFTA                                         | Mejor actor de reparto                                                                      | Jared Harris | Nominado  | [ 131 ]                         |
| 2017 | Premios BAFTA                                         | Mejor actriz de reparto                                                                     | Vanessa Kirby | Nominada  | [ 131 ]                         |
| 2017 | Premios BAFTA Craft                                   | Mejor diseño de vestuario                                                                   | Michele Clapton | Ganadora  | [ 132 ] [ 133 ]                 |
| 2017 | Premios BAFTA Craft                                   | Mejor director: ficción                                                                     | Stephen Daldry | Nominado  | [ 132 ] [ 133 ]                 |
| 2017 | Premios BAFTA Craft                                   | Mejor fotografía e iluminación: ficción                                                     | Adriano Goldman | Nominado  | [ 132 ] [ 133 ]                 |
| 2017 | Premios BAFTA Craft                                   | Mejor diseño de producción                                                                  | Martin Childs | Nominado  | [ 132 ] [ 133 ]                 |
| 2017 | Premios BAFTA Craft                                   | Mejores efectos especiales, visuales y gráficos                                             | Úna Ní Dhonghaíle y Molinare | Ganadores | [ 132 ] [ 133 ]                 |
| 2017 | Premios BAFTA Craft                                   | Mejor título e identidad gráfica                                                            | Patrick Clair y Raoul Marks | Nominados | [ 132 ] [ 133 ]                 |
| 2017 | Premios BAFTA Craft                                   | Mejor escritor: drama                                                                       | Peter Morgan | Nominado  | [ 132 ] [ 133 ]                 |
| 2017 | Premios Broadcasting Press Guild                      | Mejor streaming                                                                             | The Crown | Ganadora  | [ 134 ] [ 135 ]                 |
| 2017 | Premios Broadcasting Press Guild                      | Mejor actor                                                                                 | Matt Smith | Nominado  | [ 134 ] [ 135 ]                 |
| 2017 | Premios Broadcasting Press Guild                      | Mejor actriz                                                                                | Claire Foy | Nominada  | [ 134 ] [ 135 ]                 |
| 2017 | Premios Broadcasting Press Guild                      | Mejor escritor                                                                              | Peter Morgan | Nominado  | [ 134 ] [ 135 ]                 |
| 2017 | Premios Costume Designers Guild                       | Mejor serie de televisión de época                                                          | Michele Clapton | Ganadora  | [ 136 ]                         |
| 2017 | Premios Dorian                                        | Televisión de drama del año                                                                 | The Crown | Nominada  |                                 |
| 2017 | Premios Dorian                                        | Actuación en televisión del año – Actriz                                                    | Claire Foy | Nominada  |                                 |
| 2017 | Premios Primetime Emmy                                | Mejor serie de drama                                                                        | Peter Morgan, Stephen Daldry, Andy Harries, Philip Martin, Suzanne Mackie, Matthew Byam-Shaw, Robert Fox, Tanya Seghatchian y Andrew Eaton                                                                                                   | Nominados | [ 137 ]                         |
| 2017 | Premios Primetime Emmy                                | Mejor actriz en una serie de drama                                                          | Claire Foy (por «Assassins») | Nominada  | [ 137 ]                         |
| 2017 | Premios Primetime Emmy                                | Mejor actor de reparto en una serie de drama                                                | John Lithgow (por «Assassins») | Ganador   | [ 137 ]                         |
| 2017 | Premios Primetime Emmy                                | Mejor dirección en una serie de drama                                                       | Stephen Daldry (por «Hyde Park Corner») | Nominado  | [ 137 ]                         |
| 2017 | Premios Primetime Emmy                                | Mejor guion en una serie de drama                                                           | Peter Morgan (por «Assassins») | Nominado  | [ 137 ]                         |
| 2017 | Premios Primetime Emmy a las Artes Creativas          | Mejor casting en una serie de drama                                                         | Nina Gold y Robert Sterne | Nominados | [ 137 ]                         |
| 2017 | Premios Primetime Emmy a las Artes Creativas          | Mejor cinematografía en una serie monocámara de una hora                                    | Adriano Goldman (por «Smoke and Mirrors») | Nominado  | [ 137 ]                         |
| 2017 | Premios Primetime Emmy a las Artes Creativas          | Mejores trajes en una serie de fantasía/época, miniserie o película                         | Michele Clapton, Alex Fordham, Emma O'Loughlin y Kate O'Farrell (por «Wolferton Splash») | Ganadores | [ 137 ]                         |
| 2017 | Premios Primetime Emmy a las Artes Creativas          | Mejores peinados en una serie monocámara                                                    | Ivana Primorac, Amy Riley (por «Hyde Park Corner») | Nominadas | [ 137 ]                         |
| 2017 | Premios Primetime Emmy a las Artes Creativas          | Mejor diseño de título de apertura                                                          | Patrick Clair, Raoul Marks, Javier Leon Carrillo y Jeff Han | Nominados | [ 137 ]                         |
| 2017 | Premios Primetime Emmy a las Artes Creativas          | Mejor composición musical en una serie                                                      | Rupert Gregson-Williams (por «Hyde Park Corner») | Nominado  | [ 137 ]                         |
| 2017 | Premios Primetime Emmy a las Artes Creativas          | Mejor diseño de producción en un programa narrativo de época de una hora o más              | Martin Childs, Mark Raggett y Celia Bobak (por «Smoke and Mirrors») | Ganadores | [ 137 ]                         |
| 2017 | Premios Primetime Emmy a las Artes Creativas          | Mejores efectos visuales especiales en un papel de apoyo                                    | Ben Turner, Tom Debenham, Standish Millennas, Kim Phelan, Oliver Cubbage, Lionel Heath, Charlie Bennet, Stephen Smith y Carmine Agnone (por «Windsor»)                                                                                       | Nominados | [ 137 ]                         |
| 2017 | Premios Glamour                                       | Mejor actriz de televisión británica                                                        | Vanessa Kirby | Ganadora  | [ 138 ]                         |
| 2017 | Premios Globo de Oro                                  | Mejor serie de televisión de drama                                                          | The Crown | Ganadora  | [ 139 ]                         |
| 2017 | Premios Globo de Oro                                  | Mejor actriz de una serie de televisión de drama                                            | Claire Foy | Ganadora  | [ 139 ]                         |
| 2017 | Premios Globo de Oro                                  | Mejor actor de reparto de serie, miniserie o telefilme                                      | John Lithgow | Nominado  | [ 139 ]                         |
| 2017 | Premios Hollywood Music in Media                      | Música original - Programa de televisión/Serie limitada                                     | Rupert Gregson-Williams | Nominado  | [ 140 ]                         |
| 2017 | Premios Irish Film and Television                     | Mejor edición                                                                               | Úna Ní Dhonghaíle | Nominada  | [ 141 ]                         |
| 2017 | Premios Location Managers Guild                       | Mejores localizaciones en televisión de época                                               | Pat Karam y Robert Bentley | Ganadores | [ 142 ]                         |
| 2017 | Premios Satellite                                     | Mejor serie de televisión de drama                                                          | The Crown | Ganadora  | [ 143 ]                         |
| 2017 | Premios Satellite                                     | Mejor actor de reparto en una serie, miniserie o telefilme                                  | Jared Harris | Nominado  | [ 143 ]                         |
| 2017 | Premios del Sindicato de Actores                      | Mejor reparto de televisión de drama                                                        | Claire Foy, Clive Francis, Harry Hadden-Paton, Victoria Hamilton, Jared Harris, Daniel Ings, Billy Jenkins, Vanessa Kirby, John Lithgow, Lizzy McInnerny, Ben Miles, Jeremy Northam, Nicholas Rowe, Matt Smith, Pip Torrens y Harriet Walter | Nominados | [ 144 ]                         |
| 2017 | Premios del Sindicato de Actores                      | Mejor actor de televisión de drama                                                          | John Lithgow | Ganador   | [ 144 ]                         |
| 2017 | Premios del Sindicato de Actores                      | Mejor actriz de televisión de drama                                                         | Claire Foy | Ganadora  | [ 144 ]                         |
| 2017 | Premios TCA                                           | Mejor logro en drama                                                                        | The Crown | Nominada  | [ 145 ]                         |
| 2017 | Premios TCA                                           | Mejor programa nuevo                                                                        | The Crown | Nominada  | [ 145 ]                         |
| 2017 | Premios TCA                                           | Logro individual en drama                                                                   | Claire Foy | Nominada  | [ 145 ]                         |
| 2018 | Premios American Society of Cinematographers          | Mejores logros en la cinematografía de las series regulares para la televisión no comercial | Adriano Goldman (por «Smoke and Mirrors») | Ganador   | [ 146 ]                         |
| 2018 | Premios Art Directors Guild                           | Serie de una hora monocámara de época o fantasía                                            | Martin Childs (por «A Company of Men», «Beryl», «Dear Mrs. Kennedy») | Nominado  | [ 147 ]                         |
| 2018 | Premios BAFTA                                         | Mejor serie de drama                                                                        | The Crown | Nominada  | [ 148 ]                         |
| 2018 | Premios BAFTA                                         | Mejor actriz                                                                                | Claire Foy | Nominada  | [ 148 ]                         |
| 2018 | Premios BAFTA                                         | Mejor actriz de reparto                                                                     | Vanessa Kirby | Ganadora  | [ 148 ]                         |
| 2018 | Premios BAFTA Craft                                   | Mejor escritor: ficción                                                                     | Peter Morgan | Nominado  | [ 149 ]                         |
| 2018 | Premios BAFTA Craft                                   | Mejor edición: ficción                                                                      | Pia di Ciaula | Nominada  | [ 149 ]                         |
| 2018 | Premios BAFTA Craft                                   | Mejor diseño de vestuario                                                                   | Jane Petrie | Nominada  | [ 149 ]                         |
| 2018 | Premios BAFTA Craft                                   | Mejor diseño de producción                                                                  | Martin Childs y Alison Harvey | Nominados | [ 149 ]                         |
| 2018 | Premios BAFTA Craft                                   | Mejor fotografía: ficción                                                                   | Adriano Goldman | Ganador   | [ 149 ]                         |
| 2018 | Premios BAFTA Craft                                   | Mejores efectos especiales, visuales y gráficos                                             | Asa Shoul y Christopher Reynolds | Nominados | [ 149 ]                         |
| 2018 | Premios BAFTA Craft                                   | Mejor sonido: ficción                                                                       | Equipo de sonido | Ganador   | [ 149 ]                         |
| 2018 | Premios Cinema Audio Society                          | Mejores logros en la mezcla de sonido para series de televisión de una hora                 | Chris Ashworth, Lee Walpole, Stuart Hilliker, Martin Jensen, Rory de Carteret y Philip Clements (por «Misadventure») | Nominados | [ 150 ]                         |
| 2018 | Premios Costume Designers Guild                       | Excelencia en una serie de televisión de época                                              | Jane Petrie | Ganadora  | [ 151 ]                         |
| 2018 | Premios de la Crítica Televisiva                      | Mejor serie de drama                                                                        | The Crown | Nominada  | [ 152 ]                         |
| 2018 | Premios de la Crítica Televisiva                      | Mejor actriz en una serie de drama                                                          | Claire Foy | Nominada  | [ 152 ]                         |
| 2018 | Premios Primetime Emmy                                | Mejor serie de drama                                                                        | Peter Morgan, Stephen Daldry, Andy Harries, Philip Martin, Suzanne Mackie, Matthew Byam-Shaw, Robert Fox, Andy Stebbing y Martin Harrison | Nominados | [ 7 ]                           |
| 2018 | Premios Primetime Emmy                                | Mejor actriz en una serie de drama                                                          | Claire Foy (por «Dear Mrs. Kennedy») | Ganadora  | [ 7 ]                           |
| 2018 | Premios Primetime Emmy                                | Mejor actor de reparto en una serie de drama                                                | Matt Smith (por «Mystery Man») | Nominado  | [ 7 ]                           |
| 2018 | Premios Primetime Emmy                                | Mejor actriz de reparto en una serie de drama                                               | Vanessa Kirby (por «Beryl») | Nominada  | [ 7 ]                           |
| 2018 | Premios Primetime Emmy                                | Mejor dirección en una serie de drama                                                       | Stephen Daldry (por «Paterfamilias») | Ganador   | [ 7 ]                           |
| 2018 | Premios Primetime Emmy                                | Mejor guion en una serie de drama                                                           | Peter Morgan (por «Mystery Man») | Nominado  | [ 7 ]                           |
| 2018 | Premios Primetime Emmy a las Artes Creativas          | Mejor actor invitado en una serie de drama                                                  | Matthew Goode (por «Matrimonium») | Nominado  | [ 7 ]                           |
| 2018 | Premios Primetime Emmy a las Artes Creativas          | Mejor casting en una serie de drama                                                         | Nina Gold y Robert Sterne | Ganadores | [ 7 ]                           |
| 2018 | Premios Primetime Emmy a las Artes Creativas          | Mejor cinematografía en una serie monocámara de una hora                                    | Adriano Goldman (por «Beryl») | Ganador   | [ 7 ]                           |
| 2018 | Premios Primetime Emmy a las Artes Creativas          | Mejores peinados en una serie monocámara                                                    | Ivana Primorac (por «Dear Mrs. Kennedy») | Nominada  | [ 7 ]                           |
| 2018 | Premios Primetime Emmy a las Artes Creativas          | Mejores trajes de época                                                                     | Jane Petrie, Emily Newby, Basia Kuznar y Gaby Spanswick (por «Dear Mrs. Kennedy») | Ganadoras | [ 7 ]                           |
| 2018 | Premios Primetime Emmy a las Artes Creativas          | Mejor diseño de producción en un programa narrativo de época de una hora o más              | Martin Childs, Mark Raggett y Alison Harvey (por «Beryl») | Nominados | [ 7 ]                           |
| 2018 | Premios Primetime Emmy a las Artes Creativas          | Mejores efectos visuales especiales en un papel de apoyo                                    | Ben Turner, Standish Millennas, Alison Griffiths, Matthew Bristowe, Iacopo Di Luigi, Garrett Honn, Charlie Bennett, Jenny Gauci y Carmine Agnone (por «Misadventure»)                                                                        | Nominados | [ 7 ]                           |
| 2018 | Premios Globo de Oro                                  | Mejor serie de televisión de drama                                                          | The Crown | Nominada  | [ 153 ]                         |
| 2018 | Premios Globo de Oro                                  | Mejor actriz de una serie de televisión de drama                                            | Claire Foy | Nominada  | [ 153 ]                         |
| 2018 | Premios Location Managers Guild                       | Mejores localizaciones en televisión de época                                               | Pat Karam y Robert Bentley | Nominados | [ 154 ]                         |
| 2018 | Premios Producers Guild of America                    | Premio Norman Felton al mejor productor de televisión episódica, drama                      | The Crown | Nominada  | [ 155 ]                         |
| 2018 | Premios del Sindicato de Actores                      | Mejor reparto de televisión de drama                                                        | Claire Foy, Victoria Hamilton, Vanessa Kirby, Anton Lesser y Matt Smith | Nominados | [ 156 ] [ 157 ]                 |
| 2018 | Premios del Sindicato de Actores                      | Mejor actriz de televisión de drama                                                         | Claire Foy | Ganadora  | [ 156 ] [ 157 ]                 |
| 2019 | Premios Satellite                                     | Mejor serie de televisión de drama                                                          | The Crown | Nominada  | [ 158 ]                         |
| 2019 | Premios Satellite                                     | Mejor actor en un drama                                                                     | Tobias Menzies | Ganador   | [ 158 ]                         |
| 2019 | Premios Satellite                                     | Mejor actriz en un drama                                                                    | Olivia Colman | Nominada  | [ 158 ]                         |
| 2020 | Premios Art Directors Guild                           | Serie de una hora monocámara de época o fantasía                                            | Martin Childs (por «Aberfan») | Nominado  | [ 159 ]                         |
| 2020 | Premios BAFTA                                         | Mejor serie de drama                                                                        | The Crown | Nominada  | [ 160 ]                         |
| 2020 | Premios BAFTA                                         | Mejor actor de reparto                                                                      | Josh O'Connor | Ganador   | [ 160 ]                         |
| 2020 | Premios BAFTA                                         | Mejor actriz de reparto                                                                     | Helena Bonham Carter | Nominada  | [ 160 ]                         |
| 2020 | Premios BAFTA Craft                                   | Mejor diseño de producción                                                                  | Martin Childs y Alison Harvey | Nominados | [ 160 ]                         |
| 2020 | Premios BAFTA Craft                                   | Mejor fotografía: ficción                                                                   | Adriano Goldman | Nominado  | [ 160 ]                         |
| 2020 | Premios BAFTA Craft                                   | Mejores efectos especiales, visuales y gráficos                                             | Ben Turner, Chris Reynolds y Asa Should | Nominados | [ 160 ]                         |
| 2020 | Premios BAFTA Craft                                   | Mejor sonido: ficción                                                                       | Equipo de sonido | Nominado  | [ 160 ]                         |
| 2020 | Premios Costume Designers Guild                       | Excelencia en televisión de época                                                           | Amy Roberts (por «Cri De Coeur») | Nominada  | [ 161 ]                         |
| 2020 | Premios de la Crítica Televisiva                      | Mejor serie de drama                                                                        | The Crown | Nominada  | [ 162 ]                         |
| 2020 | Premios de la Crítica Televisiva                      | Mejor actor en una serie de drama                                                           | Tobias Menzies | Nominado  | [ 162 ]                         |
| 2020 | Premios de la Crítica Televisiva                      | Mejor actriz en una serie de drama                                                          | Olivia Colman | Nominada  | [ 162 ]                         |
| 2020 | Premios de la Crítica Televisiva                      | Mejor actriz de reparto en una serie de drama                                               | Helena Bonham Carter | Nominada  | [ 162 ]                         |
| 2020 | Premios Primetime Emmy                                | Mejor serie de drama                                                                        | Peter Morgan, Suzanne Mackie, Stephen Daldry, Andy Harries, Benjamin Caron, Matthew Byam Shaw, Robert Fox, Michael Casey, Andy Stebbing, Martin Harrison y Oona O. Beirn                                                                     | Nominados | [ 163 ]                         |
| 2020 | Premios Primetime Emmy                                | Mejor actriz en una serie de drama                                                          | Olivia Colman (por «Cri de Coeur») | Nominada  | [ 163 ]                         |
| 2020 | Premios Primetime Emmy                                | Mejor actriz de reparto en una serie de drama                                               | Helena Bonham Carter (por «Cri de Coeur») | Nominada  | [ 163 ]                         |
| 2020 | Premios Primetime Emmy                                | Mejor guion en una serie de drama                                                           | Peter Morgan (por «Aberfan») | Nominado  | [ 163 ]                         |
| 2020 | Premios Primetime Emmy                                | Mejor dirección en una serie de drama                                                       | Benjamin Caron (por «Aberfan») | Nominado  | [ 163 ]                         |
| 2020 | Premios Primetime Emmy                                | Mejor dirección en una serie de drama                                                       | Jessica Hobbs (por «Cri de Coeur») | Nominada  | [ 163 ]                         |
| 2020 | Premios Primetime Emmy a las Artes Creativas          | Mejor casting en una serie de drama                                                         | Nina Gold y Robert Sterne | Nominados | [ 163 ]                         |
| 2020 | Premios Primetime Emmy a las Artes Creativas          | Mejor cinematografía en una serie monocámara de una hora                                    | Adriano Goldman (por «Aberfan») | Nominado  | [ 163 ]                         |
| 2020 | Premios Primetime Emmy a las Artes Creativas          | Mejores trajes de época                                                                     | Amy Roberts, Sidonie Roberts y Sarah Moore (por «Cri de Coeur») | Ganadoras | [ 163 ]                         |
| 2020 | Premios Primetime Emmy a las Artes Creativas          | Mejores peinados en una serie monocámara de época                                           | Cate Hall, Louise Coles, Sarah Nuth, Suzanne David, Emilie Yong y Catriona Johnstone (por «Cri de Coeur») | Nominadas | [ 163 ]                         |
| 2020 | Premios Primetime Emmy a las Artes Creativas          | Mejor composición musical para una serie (partitura original)                               | Martin Phipps (por «Aberfan») | Nominado  | [ 163 ]                         |
| 2020 | Premios Primetime Emmy a las Artes Creativas          | Mejor diseño de producción en un programa narrativo de época o fantasía de una hora o más   | Martin Childs, Mark Raggett y Alison Harvey (por «Aberfan») | Ganadores | [ 163 ]                         |
| 2020 | Premios Primetime Emmy a las Artes Creativas          | Mejor edición de sonido para una serie de comedia o drama de una hora                       | Lee Walpole, Andy Kennedy, Saoirse Christopherson, Juraj Mravec, Tom Williams, Steve Little, Tom Stewart, Anna Wright y Catherine Thomas (por «Aberfan»)                                                                                     | Nominados | [ 163 ]                         |
| 2020 | Premios Globo de Oro                                  | Mejor serie de televisión de drama                                                          | The Crown | Nominada  | [ 164 ]                         |
| 2020 | Premios Globo de Oro                                  | Mejor actor en una serie de televisión de drama                                             | Tobias Menzies | Nominado  | [ 164 ]                         |
| 2020 | Premios Globo de Oro                                  | Mejor actriz en una serie de televisión de drama                                            | Olivia Colman | Ganadora  | [ 164 ]                         |
| 2020 | Premios Globo de Oro                                  | Mejor actriz de reparto en una serie, miniserie o telefilme                                 | Helena Bonham Carter | Nominada  | [ 164 ]                         |
| 2020 | Premios Location Managers Guild                       | Mejor actriz de reparto de serie, miniserie o telefilme                                     | Pat Karam, Pedro «Tate» Aråez | Nominados | [ 165 ]                         |
| 2020 | Premios Producers Guild of America                    | Premio Norman Felton al mejor productor de televisión episódica, drama                      | The Crown | Nominada  | [ 166 ]                         |
| 2020 | Premios del Sindicato de Actores                      | Mejor reparto de televisión de drama                                                        | Marion Bailey, Helena Bonham Carter, Olivia Colman, Charles Dance, Ben Daniels, Erin Doherty, Charles Edwards, Tobias Menzies, Josh O'Connor, Sam Phillips, David Rintoul y Jason Watkins                                                    | Ganadores | [ 167 ]                         |
| 2020 | Premios del Sindicato de Actores                      | Mejor actriz de televisión de drama                                                         | Helena Bonham Carter | Nominada  | [ 167 ]                         |
| 2020 | Premios del Sindicato de Actores                      | Mejor actriz de televisión de drama                                                         | Olivia Colman | Nominada  | [ 167 ]                         |
| 2020 | Premios TCA                                           | Mejor logro en drama                                                                        | The Crown | Nominada  | [ 168 ]                         |
| 2020 | Premios Visual Effects Society                        | Mejores efectos visuales de apoyo en un episodio fotorrealista                              | Ben Turner, Reece Ewing, David Fleet y Jonathan Wood (por «Aberfan») | Nominados | [ 169 ]                         |
| 2020 | Premios del Sindicato de Escritores de Estados Unidos | Mejor serie de drama                                                                        | James Graham, David Hancock y Peter Morgan | Nominados | [ 170 ]                         |
| 2020 | Premios del Sindicato de Escritores de Estados Unidos | Mejor drama episódico                                                                       | Peter Morgan (por «Moondust») | Nominado  | [ 170 ]                         |
| 2021 | Premios de la Crítica Cinematográfica                 | Mejor serie de drama                                                                        | The Crown | Ganadora  | [ 171 ]                         |
| 2021 | Premios de la Crítica Cinematográfica                 | Mejor actor en una serie de drama                                                           | Josh O'Connor | Ganador   | [ 171 ]                         |
| 2021 | Premios de la Crítica Cinematográfica                 | Mejor actriz en una serie de drama                                                          | Olivia Colman | Nominada  | [ 171 ]                         |
| 2021 | Premios de la Crítica Cinematográfica                 | Mejor actriz en una serie de drama                                                          | Emma Corrin | Ganadora  | [ 171 ]                         |
| 2021 | Premios de la Crítica Cinematográfica                 | Mejor actor de reparto en una serie de drama                                                | Tobias Menzies | Nominado  | [ 171 ]                         |
| 2021 | Premios de la Crítica Cinematográfica                 | Mejor actriz de reparto en una serie de drama                                               | Gillian Anderson | Ganadora  | [ 171 ]                         |
| 2021 | Premios Globo de Oro                                  | Mejor serie - Drama                                                                         | The Crown | Ganadora  | [ 172 ]                         |
| 2021 | Premios Globo de Oro                                  | Mejor actriz de serie de televisión - Drama                                                 | Olivia Colman | Nominada  | [ 172 ]                         |
| 2021 | Premios Globo de Oro                                  | Mejor actriz de serie de televisión - Drama                                                 | Emma Corrin | Ganadora  | [ 172 ]                         |
| 2021 | Premios Globo de Oro                                  | Mejor actor en una serie de televisión de drama                                             | Josh O'Connor | Ganador   | [ 172 ]                         |
| 2021 | Premios Globo de Oro                                  | Mejor actriz de reparto en una serie, miniserie o telefilme                                 | Helena Bonham Carter | Nominada  | [ 172 ]                         |
| 2021 | Premios Globo de Oro                                  | Mejor actriz de reparto en una serie, miniserie o telefilme                                 | Gillian Anderson | Ganadora  | [ 172 ]                         |
| 2021 | Premios del Sindicato de Actores                      | Mejor reparto de televisión de drama                                                        | The Crown T4 «Reparto» | Ganadora  | [ 173 ]                         |
| 2021 | Premios del Sindicato de Actores                      | Mejor actriz de televisión de drama                                                         | Olivia Colman | Nominada  | [ 173 ]                         |
| 2021 | Premios del Sindicato de Actores                      | Mejor actriz de televisión de drama                                                         | Emma Corrin | Nominada  | [ 173 ]                         |
| 2021 | Premios del Sindicato de Actores                      | Mejor actriz de televisión de drama                                                         | Gillian Anderson | Ganadora  | [ 173 ]                         |
| 2021 | Premios del Sindicato de Escritores de Estados Unidos | Mejor serie de drama                                                                        | Jonathan Wilson y Peter Morgan | Ganadores | [ 174 ]                         |
| 2021 | Premios Primetime Emmy                                | Mejor serie de drama                                                                        | Peter Morgan, Suzanne Mackie, Stephen Daldry, Andy Harries, Benjamin Caron, Matthew Byam Shaw, Robert Fox, Michael Casey, Andy Stebbing, Martin Harrison y Oona O. Beirn                                                                     | Ganador   | [ 175 ]                         |
| 2021 | Premios Primetime Emmy                                | Mejor actriz en una serie de drama                                                          | Olivia Colman | Ganadora  | [ 175 ]                         |
| 2021 | Premios Primetime Emmy                                | Mejor actriz en una serie de drama                                                          | Emma Corrin (por «Fairytale») | Nominada  | [ 175 ]                         |
| 2021 | Premios Primetime Emmy                                | Mejor actor en una serie de drama                                                           | Josh O'Connor (por «Terra Nullius») | Ganador   | [ 175 ]                         |
| 2021 | Premios Primetime Emmy                                | Mejor actriz de reparto en una serie de drama                                               | Helena Bonham Carter (por «The Hereditary Principle») | Nominada  | [ 175 ]                         |
| 2021 | Premios Primetime Emmy                                | Mejor actriz de reparto en una serie de drama                                               | Gillian Anderson (por «Favourites») | Ganadora  | [ 175 ]                         |
| 2021 | Premios Primetime Emmy                                | Mejor actriz de reparto en una serie de drama                                               | Emerald Fennell (por «Fairytale») | Nominada  | [ 175 ]                         |
| 2021 | Premios Primetime Emmy                                | Mejor actor de reparto en una serie de drama                                                | Tobias Menzies | Ganador   | [ 175 ]                         |
| 2021 | Premios Primetime Emmy                                | Mejor guion en una serie de drama                                                           | Peter Morgan (por «War») | Ganador   | [ 175 ]                         |
| 2021 | Premios Primetime Emmy                                | Mejor dirección en una serie de drama                                                       | Benjamin Caron (por «Fairytale») | Nominado  | [ 175 ]                         |
| 2021 | Premios Primetime Emmy                                | Mejor dirección en una serie de drama                                                       | Jessica Hobbs (por «War») | Ganadora  | [ 175 ]                         |
| 2021 | Premios TCA                                           | Mejor logro para un drama                                                                   | The Crown | Ganadora  | [ 176 ] [ 177 ] [ 178 ] [ 179 ] |
| 2024 | Premios Globo de Oro                                  | Mejor actor - Serie de drama                                                                | Dominic West | Nominado  | [ 176 ] [ 177 ] [ 178 ] [ 179 ] |
| 2024 | Premios Globo de Oro                                  | Mejor actriz de reparto - Serie de TV                                                       | Elizabeth Debicki | Ganadora  | [ 176 ] [ 177 ] [ 178 ] [ 179 ] |
| 2024 | Premios Globo de Oro                                  | Mejor actriz - Serie de drama                                                               | Imelda Staunton | Nominada  | [ 176 ] [ 177 ] [ 178 ] [ 179 ] |
| 2024 | Premios Globo de Oro                                  | Mejor serie de drama                                                                        | The Crown | Nominada  | [ 176 ] [ 177 ] [ 178 ] [ 179 ] |
| 2024 | Premios del Sindicato de Actores                      | Mejor actuación de una actriz en una serie dramática                                        | Elizabeth Debicki | Pendiente | [ 176 ] [ 177 ] [ 178 ] [ 179 ] |
| 2024 | Premios del Sindicato de Actores                      | Destacada actuación de un conjunto en una serie dramática                                   | The Crown | Pendiente | [ 176 ] [ 177 ] [ 178 ] [ 179 ] |
| 2024 | Premios Primetime Emmy                                | Mejor serie dramática                                                                       | The Crown | Nominada  | [ 176 ] [ 177 ] [ 178 ] [ 179 ] |
| 2024 | Premios Primetime Emmy                                | Mejor actriz de reparto - Drama                                                             | Elizabeth Debicki | Nominada  | [ 176 ] [ 177 ] [ 178 ] [ 179 ] |

## Exhibición de vestuario
El Museo de Brooklyn exhibió trajes de The Crown y The Queen's Gambit como parte de su exposición virtual The Queen and the Crown.

## Posible serie precuela
En abril de 2022, se informó que Netflix y Left Bank estaban teniendo conversaciones preliminares sobre una precuela. Se cree que la serie abarcará un período de casi 50 años, comenzando con la muerte de la reina Victoria en 1901 y terminando alrededor de la boda de la reina Isabel II en 1947. Según los informes, la serie también cubrirá los reinados de los cuatro reyes que gobernaron durante ese período: Eduardo VII, Jorge V, Eduardo VIII y Jorge VI.

## Respuesta de la monarquía británica
El diario The Telegraph reportó que el Palacio de Buckingham solicitó a los productores de la serie que se informara a la audiencia que los eventos descritos en el programa de televisión son ficción y no necesariamente representan hechos reales, petición con la que muchos de los productores no estuvieron de acuerdo pero que al final tuvieron que respetar.
El 3 de julio de 2019 salió en BBC y en BBC One que tanto el entonces príncipe Carlos, como sus hijos y el duque de Edimburgo, habían expresado "que les encantaba la serie y que estaban ansiosos por otra temporada".[cita requerida]